# Harriet Frank Jr.
Harriet Frank Jr., született Harriet Goldstein (Portland, Oregon, 1923. március 2. – Los Angeles, Kalifornia, 2020. január 28.) amerikai forgatókönyvíró.
Férjével, Irving Ravetch-csel együttműködve Frank számos díjat kapott karrierje során, köztük a New York-i Filmkritikusok Körének díját és a Writers Guild of America Awardot, valamint számos alkalmmal jelölték is.
Frank a második világháború után kezdte írói pályafutását, a Metro-Goldwyn-Mayer fiatal íróképzési programjában, ahol először találkozott leendő férjével. 1946-ban hozzáment Ravetchhez, de tíz évig önállóan dolgozott, végül 1957-ben együttműködött vele, és ez a kapcsolat karrierje hátralévő részében is folytatódott. A 33 éves együttműködés során Frank és Ravetch különféle filmekhez készített forgatókönyveket, főleg amerikai szerzők műveiből.
Frank és Ravech szoros munkakapcsolatot ápoltak Martin Ritt rendezővel, nyolc filmes projektben dolgoztak vele együtt. Miután Ravetch eredetileg a Hosszú, forró nyár (1958) rendezését javasolta neki, Ritt végül háromszor is kirángatta a házaspárt a tétlenségből és felbérelte őket a Norma Rae (1979), a Murphy's Romance (1985) és a Stanley & Iris (1990). Ez utolsó volt az utolsó film, amelyet Ritt rendezett (aki még abban az évben meghalt), és az utolsó forgatókönyv, amelyet Frank és Ravetch közösen készített.
Frank volt a 'The Mighty Franks: A Memoir' (2017) című film középpontjában, amelyet unokaöccse, Michael Frank, tudományos-fantasztikus ill. ismeretterjesztő író írt. Kiemelkedő szerepet kapott a Writer's Cramp című színpadi darabban is, amelyet másik unokaöccse, Joshua Ravetch drámaíró írt, és amit a The Geffen Playhouse-ban adott elő Holland Taylorral és Robert Forsterrel 2009-ben.

## Életútja és karrierje
Harriet Frank Jr. az oregoni Portlandben született és nőtt fel Edith Frances (Bergman) és Sam Goldstein cipőbolt-tulajdonos lányaként. Édesanyja megváltoztatta a családi nevét Frank-re, a saját nevét pedig Harriet-re, így Harriet Seniort és lányát Harriet Junior-ra változtatta. 1939-ben családjával Los Angelesbe költözött, ahol édesanyja hollywooditörténetszerkesztőként dolgozott; apja a Kaliforniai Egyetemre (UCLA) járt egy időben Irving Ravetch-el, leendő férjével. Miután különböző időpontokban diplomáztak a UCLA-n, a második világháború után a Metro-Goldwyn-Mayer fiatal íróképző programban ismerkedtek meg.
A pár 1946-ban házasodott össze, de több mint 10 évig egymástól függetlenül dolgoztak. Frank olyan projektekhez írt, mint az A Really Important Person (rövidfilm, 1947), a Whiplash (1948) és a Run for Cover (1955). 1953-ban Frank megírta a The Man From Saturn című novellát, egy humoros sci-fi mesét, amely először az Amazing Stories magazinban jelent meg, majd később pamfletként is kiadásra került.
A pár először William Faulkner A Hamlet című regényének adaptációjának forgatókönyvén dolgozott, amely A hosszú, forró nyár (1958) címen jelent meg, de Frank később azt mondta: „végül többnyire új anyagokat hoztunk létre, így ez nem igazán volt igazi adaptáció".

### Együttműködések
Artin Ritt, Ravetch javaslatára rendezte a Hosszú, forró nyár című filmet, ezután a házaspár következő együttműködését, a The Sound and the Fury-t (1959), amely szintén William Faulkner-regény adaptációja volt. Frank és Ravetch két 1960-ban kiadott filmben működött együtt, a Home from the Hill, az azonos című regény adaptációjában, és a Sötétség a lépcső tetején, egy Tony-díjas színdarab adaptációjában.
Frank és Ravetch újra találkozott Martin Ritttel, hogy megírják a Hud (1963) forgatókönyvét, amelyet Larry McMurtry Horseman, Pass By (1961) című regényéből lett adaptálva. A filmet a kritikusok pozitívan értékelték, a pár megosztotta a New York-i Filmkritikusok Körének díjat a "legjobb forgatókönyvért" és a Writers Guild of America Award-ot (WGA Award) a legjobb megírt amerikai drámáért. Oscar-díjra jelölték őket a legjobb írás, forgatókönyv más médiumból származó anyag alapján kategóriában.
Frank és Ravetch írták a The Cowboys (1972) forgatókönyvét, amely az azonos című regény alapján készült, és a The Carey Treatment (szintén 1972), Michael Crichton A Case of Need című regénye alapján. Utóbbiért James P. Bonner nevéhez fűződik a pár, amikor utoljára vették fel a irói álnevet. A pár újra találkozott Martin Ritttel, hogy megírják a Conrack (1974) forgatókönyvét, amely a The Water Is Wide önéletrajzi könyv alapján készült, és Frank producerként is dolgozik benne. A filmet kereskedelmileg és kritikailag is jól fogadták, és BAFTA-díjat nyert. A pár A bankrabló című regény adaptációjához írt, amely The Spikes Gang néven jelent meg (szintén 1974). Ez idő tájt Frank írta a Single: a novel (1977), és a Speciális effektusok (1979) című regényeket is.

### Későbbi forgatókönyvek
Frank 1953-ban publikált egy sci-fit, a "The Man from Saturn" című novellát az Amazing Stories-ban.
Frank és Ravetch következő projektje, a Norma Rae (1979) egy másik kollaboráció volt Martin Ritt rendezővel. A film egy gyári munkás történetét meséli el az Egyesült Államok déli részéből, aki bekapcsolódik a szakszervezeti tevékenységekbe. A pár számára szokatlan módon a film igaz történeten, Crystal Lee Jordan történetén alapult. Vitathatatlanul ez volt a legjobban felkapott filmjük, számos díjat nyert, köztük két Oscar-díjat is. 
Újabb hat év telt el a pár következő forgatókönyve előtt, ezúttal a Murphy's Romance (1985) című romantikus vígjátékhoz írtak, amely Max Schott regényén alapul. Ismét együtt dolgoztak Martin Ritt rendezővel, amely immár a hetedik közös projektjük volt vele, valamint Sally Field-del, aki a Norma Rae főszerepét játszotta. Annak ellenére, hogy a filmet jól fogadták (két Oscar-díjra is jelölték), öt év telt el, mire újabb filmet forgattak Frank és Ravetch forgatókönyve alapján Martin Ritt felkérésére. A pár megírta a Stanley & Iris (1990) forgatókönyvét, amely kis mértékben Pat Barker brit író Union Street című regényére alapult.
Frank Jr. Los Angeles-i otthonában halt meg 2020. január 28-án, 96 évesen.

### Öröksége
Tíz hónappal a Stanley & Iris megjelenése után, 1990. december 8-án Martin Ritt elhunyt. A Frank, Ravetch és Ritt trió nyolc filmben dolgozott együtt, és jelentős sikereket ért el. Amellett, hogy Ritt utolsó filmje volt, a Stanley & Iris Frank és Ravetch írói karrierjének is a végét jelentette.
Harriet Frank Jr. 43 évet és 21 filmes produkciót felölelő karrierje során négy díjat nyert és számos jelölést kapott, mindezt férjével megosztva. Férjével és Martin Ritt-tel, Frank széles körben együttműködött olyan színészekkel, mint Paul Newman, aki három filmben szerepelt amikhez ők írták a forgatókönyvet (Hosszú, forró nyár, Hud és Hombre).

## Filmjei
Mozifilmek
- A Really Important Person (1947, rövidfilm)
- Silver River (1948)
- Whiplash (1948)
- Ten Wanted Men (1955, történet)
- Run for Cover (1955, történet)
- Hosszú, forró nyár (The Long, Hot Summer) (1958)
- The Sound and the Fury (1959)
- Haza a dombról (Home from the Hill) (1960)
- The Dark at the Top of the Stairs (1960)
- Hud (1963)
- A hallgatag ember (Hombre) (1967)
- House of Cards (1968, James P. Bonner néven)
- Zsiványok (The Reivers) (1969)
- Cowboyok (The Cowboys) (1972)
- Rejtélyes halál (The Carey Treatment) (1972, James P. Bonner néven)
- Conrack (1974)
- Spikes bandája (The Spikes Gang) (1974)
- Norma Rae (1979)
- Murphy románca (Murphy's Romance) (1985)
- Stanley és Iris (Stanley & Iris) (1990)

Tv-filmek
- And Baby Makes Three (1966, történet)

- Norma Rae (1981, karakterek)

Tv-sorozatok
- Schlitz Playhouse of Stars (1956–1957, történet, két epizód)
- Matinee Theatre (1957, egy epizód)
- Letter to Loretta (1958, történet, egy epizód)
- Hosszú, forró nyár (The Long, Hot Summer) (1965, egy epizód)